# Palestine aux Jeux olympiques d'été de 2016
La Palestine participe aux Jeux olympiques de 2016 à Rio de Janeiro au Brésil du 05 au 21 août 2016. Il s'agit de sa 6e participation à des Jeux olympiques d'été. Avec six athlètes, la Palestine présente le plus gros contingent de sportifs de son histoire.

## Athlétisme
Femmes
Courses
| Athlète         | Épreuve  | Finale   | Finale |
| Athlète         | Épreuve  | Résultat | Rang   |
| --------------- | -------- | -------- | ------ |
| Mayada Al-Sayad | Marathon | 2:42.28  | 67     |

Hommes
Courses
| Athlète            | Épreuve | Séries   | Séries | Quarts de finale | Quarts de finale | Demi-finales | Demi-finales | Finale   | Finale  |
| Athlète            | Épreuve | Résultat | Rang   | Résultat         | Rang             | Résultat     | Rang         | Résultat | Rang    |
| ------------------ | ------- | -------- | ------ | ---------------- | ---------------- | ------------ | ------------ | -------- | ------- |
| Mohammed Abukhousa | 100 m   | 10 s 82  | 6e     | 11 s 89          | 9e               | Eliminé      | Eliminé      | Eliminé  | Eliminé |

## Équitation
| Athlète              | Cheval        | Compétition         | Grand Prix | Grand Prix | Grand Prix - Spécial | Grand Prix - Spécial | Grand Prix - Libre | Grand Prix - Libre | Total | Total |
| Athlète              | Cheval        | Compétition         | Score      | Rang       | Score                | Rang                 | Score              | Rang               | Score | Rang  |
| -------------------- | ------------- | ------------------- | ---------- | ---------- | -------------------- | -------------------- | ------------------ | ------------------ | ----- | ----- |
| Christian Zimmermann | Cinco de Mayo | Dressage individuel |            |            |                      |                      |                    |                    |       |       |

## Judo
| Athlète      | Compétition             | 1/32 de finale                  | 1/16 de finale      | Quart de finale     | Demi-finale         | Repêchage           | Finale / MB         | Finale / MB |   |
| Athlète      | Compétition             | Adversaire Résultat             | Adversaire Résultat | Adversaire Résultat | Adversaire Résultat | Adversaire Résultat | Adversaire Résultat | Rang        |   |
| ------------ | ----------------------- | ------------------------------- | ------------------- | ------------------- | ------------------- | ------------------- | ------------------- | ----------- | - |
| Simon Yacoub | Homme de moins de 60 kg | Battu par Walide Khyar 0H - 100 | -                   | -                   | -                   | -                   | -                   | -           | - |

## Natation
| Athlète       | Compétition               | Série     | Série | Demi-finale | Demi-finale | Finale | Finale |
| Athlète       | Compétition               | Temps     | Rang  | Temps       | Rang        | Temps  | Rang   |
| ------------- | ------------------------- | --------- | ----- | ----------- | ----------- | ------ | ------ |
| Miri Alatrash | 50 m nage libre féminin   | 28.76 s   | 62    | -           | -           | -      | -      |
| Ahmed Gebrel  | 200 m nage libre masculin | 1:59.71 s | 47    | -           | -           | -      | -      |